# Recikliranje baterija
Recikliranje baterija, djelatnost upravljanja otpadom. Baterije je potrebno reciklirati. Motivi su ušteda na sekundarnim sirovinama i zaštita okoliša od onečišćenja i zagađenja. Baterije i akumulatori često su otrovne jer sadrže teške metale kao što su kadmij, olovo, živa, cink, aluminij, bakar, litij i dr. Zato se većinu baterija i akumulatora koji su za otpad svrstava u opasni otpad: olovne, nikal-kadmijeve, baterije sa živom, a osim njih i elektroliti iz baterija i akumulatora ako ih se odvojeno prikupi od kućišta i članaka. Tako se sprječava da živa, olovo, kadmij, cink i ostale otrovne kovine završe u biosustave, gdje onemogućuju ili otežavaju rast biljaka i korisnih mikroorganizama ili ulaze u prehrambeni lanac u kojem zatruju sve sudionike. Neke od tvari iz baterija same nisu toliko štetne ali u prirodi stvaraju spojeve koji su štetni. Druge tvari u dodiru s tvarima iz prirode opasno reagiraju: zapaljenje ili eksplozija. Uštede od recikliranja su višestruke. Dobiva se povoljnije sekundarna sirovina i ne mora se toliko proizvoditi u primarnoj proizvodnji, koja je sama zagađivač.
Vrste otpadnih baterija i akumulatora su: starter, gumbasta baterija, baterijski sklop, prijenosna baterija/prijenosni akumulator, industrijska baterija ili akumulator te otpadna baterija ili akumulator.

## Vanjske poveznice
- Praktičan život Baterije i akumulatori – pravilno zbrinjavanje i recikliranje
- [neaktivna poveznica] Recikliranje baterija